# Suzanne Ciani
Suzanne Ciani (4 de junho de 1946) é uma compositora, pianista e designer de sons ítalo-estadunidense que obteve sucesso como pioneira na música eletrônica.

## Discografia
- Seven Waves - (1982)
- The Velocity of Love - (1985)
- Neverland - (1988)
- History of my Heart - (1989)
- Pianissimo - (1990)
- Hotel Luna - (1991)
- The Private Music of Suzanne Ciani - (1992)
- Dream Suit - (1994)
- Pianissimo II - (1996)
- A Very Green Christmas - (1997)
- Suzanne Ciani And The Wave Live! - (1997)
- Turning - (1999)
- Pianissimo III - (2001)
- Meditations for Dreams, Relaxation, and Sleep - (2002)
- Pure Romance - (2003)
- Silver Ship – (2005)